# إفادة (مستند)
الإفادة أو الشهادة هي صك يحوي معلومات حول شخص ما أو حالة أمر آخر. وتُصدرها السلطات شهادةً رسميةً أو يُصدرها كتاب عدل أو روابط أو أرباب العمل.